# Rivière du Rat Musqué
Pour les articles homonymes, voir Rat musqué.
La rivière du Rat Musqué coule successivement dans la municipalité de Sainte-Perpétue (L'Islet) et dans la municipalité de Tourville, dans la municipalité régionale de comté de L'Islet, dans la région administrative du Chaudière-Appalaches, au Québec, au Canada.
La rivière du Rat Musqué est affluent de la rive est de Grande Rivière, laquelle se déverse sur la rive est de la rivière Ouelle laquelle se déverse à son tour sur la rive sud du fleuve Saint-Laurent à la hauteur de Rivière-Ouelle.

## Géographie
La rivière du Rat Musqué prend sa source au lac du Rat Musqué (longueur : 0,2 km ; altitude : 330 m) lequel est contourné du côté sud par la voie ferrée du Canadien National. Cette source est située au cœur des monts Notre-Dame à :
- 29,0 km au sud-est de la rive sud du fleuve Saint-Laurent ;
- 21,7 km au sud-est du centre du village de Saint-Onésime-d'Ixworth ;
- 11,3 km au nord-est du centre du village de Tourville ;
- 10,7 km au nord-est du centre du village de Sainte-Perpétue ;
- 3,5 km au sud-ouest du lac Sainte-Anne.

À partir du lac du Rat Musqué, la rivière Rat Musqué coule entièrement en milieu forestier sur 11,4 km, répartis selon les segment suivants :
- 5,3 km vers le nord, longée plus ou moins par le chemin de fer, puis vers le nord-ouest, dans la municipalité de Sainte-Perpétue (L'Islet), jusqu'à la limite municipale de Tourville ;
- 6,1 km vers le nord-ouest dans la municipalité de Tourville, jusqu'à sa confluence.

La rivière du Rat Musqué conflue sur la rive est de Grande Rivière. Cette confluence est située tout près de la limite sud-est de la municipalité de Saint-Damase-de-L'Islet et à 19,3 km au sud-est du littoral sud du fleuve Saint-Laurent.

## Toponyme
Le toponyme Rivière du Rat Musqué a été officialisé le 5 décembre 1968 par la Commission de toponymie du Québec.